# Ventura Barrios
Ventura Barrios (San Carlos (Uruguay), 1896-1952) fue un periodista y político uruguayo, fundador del Partido Autóctono Negro junto a Pilar Barrios y Elemo Cabral.

## Biografía
Fue hermano de Pilar Barrios y de María Esperanza Barrios. Junto a ellos fundó en San Carlos, Maldonado la revista Nuestra Raza en 1917, que en su primera edición duró un par de meses pero fue la base para que en la segunda época tuviera gran repercusión y periodicidad. Se radicó en Montevideo junto a su familia donde comenzó a trabajar en imprentas y se vinculó al sindicato de obreros gráficos. Fundó en 1936 el Partido Autóctono Negro habiendo presentado un candidato a la Cámara de Representantes en las elecciones generales de 1938.